# Skyscraper (1959)
Skyscraper ist ein US-amerikanischer Kurzfilm von Shirley Clarke aus dem Jahr 1959.

## Handlung
Der Film zeigt den Bau des Hochhauses 666 Fifth Avenue (sog. Tishman Building) in New York City im Jahr 1957/58. Die Filmaufnahmen werden dabei von verschiedenen am Bau beteiligten Personen kommentiert. Zunächst werden die Vorarbeiten gezeigt, die Entwürfe, Modelle, Konstruktionszeichnungen usw. Es folgen Bilder vom Abriss des bisher auf dem Gelände befindlichen Hauses und schließlich Erdarbeiten, bei denen unter anderem Sprengungen nötig werden. Schließlich wird das Hochhaus gebaut, das eine damals innovative Aluminium-Fassade erhält. Nach dem Außen- folgt der Innenausbau, der genauso lange wie die Errichtung der Gebäudehülle benötigt. Besondere Aufmerksamkeit der Kommentatoren erhält der Einbau einer Klimaanlage. Nach 18 Monaten Bauzeit wird das Hochhaus schließlich eröffnet. Rund zwei Millionen Menschen waren direkt oder indirekt am Bau beteiligt. Es folgen Aufnahmen vom Alltag im Gebäude. 

## Produktion

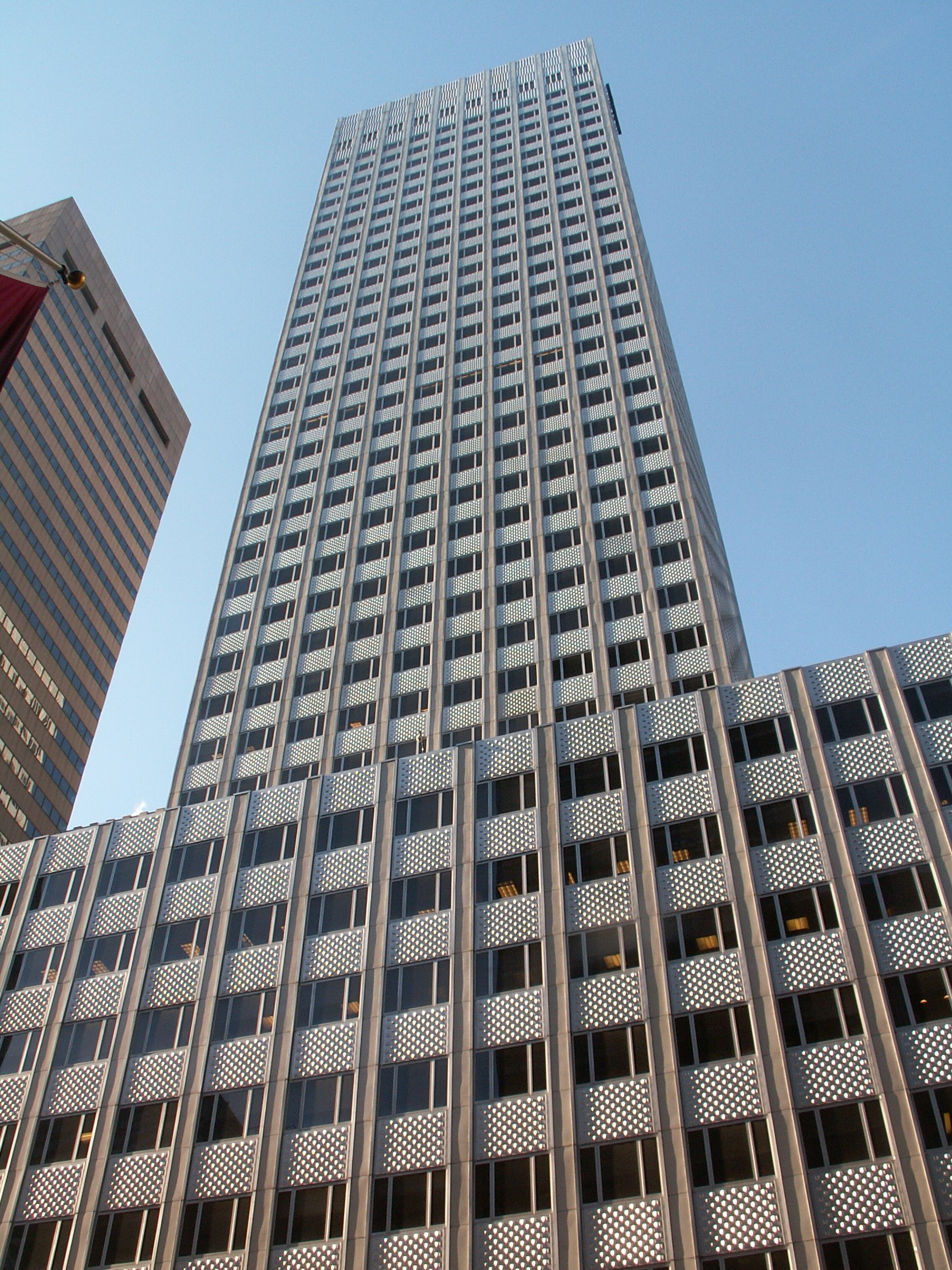
666 Fifth Avenue

Skyscraper wurde laut Abspann mit Technik der Tishman Realty and Construction Company realisiert. Die Lieder im Film stammen von Theo Macero und wurden von Gene Mumford und John Sylvester gesungen. Skyscraper wurde überwiegend in Schwarz-Weiß realisiert. Erst ab der Szene der Gebäudeeinweihung folgen Bilder in Farbe. Der Film lief unter anderem 1959 auf dem San Francisco International Film Festival.

## Auszeichnungen
Auf dem San Francisco International Film Festival gewann Skyscraper 1959 den Golden Gate Award als Bester Kurzdokumentarfilm. Der Film wurde 1960 für einen Oscar in der Kategorie Bester Kurzfilm nominiert.